# Ibort
Ibort (en aragonés Ibor) es una localidad perteneciente al municipio de Sabiñánigo, en el Alto Gállego, provincia de Huesca, Aragón.

## Geografía
El lugar fue levantado en lo más alto de un talud poco inclinado que desciende a mediodía hacia el barranco homónimo.

## Historia
En el siglo XV contaba con 4 fuegos, y en el siglo XIX con 6 fuegos y 36 habitantes. 
Ibor fue abandonado en los años 1960, pero desde 1987 recupera población gracias a los nuevos pobladores.

## Toponimia
Se documentan las formas medievales Iuort, Iuorte, Ivorte, Isvor, Hiuort o Ybort. 
En el censo de 1842 se denominaba Ibor.

## Demografía

### Localidad
Datos demográficos de la localidad de Ibort desde 1900:
| 60                    | 59 | 42 | 44 | 36 | 42 | 36 | -- | -- | 5 | 27 | 66 | 75 |
| (Fuente: IAEST e INE) |    |    |    |    |    |    |    |    |   |    |    |    |

- Datos referidos a la población de derecho.

### Antiguo municipio
Datos demográficos del municipio de Ibort desde 1842:
| 93            | -- | -- | -- | -- | -- | -- | -- | -- |
| (Fuente: INE) |    |    |    |    |    |    |    |    |

- En el censo de 1842 se denominaba Ibor.
- Entre el censo de 1857 y el anterior, este municipio desaparece porque se integra en el municipio de Binué.
- Datos referidos a la población de derecho, excepto en los censos de 1857 y 1860 que se refieren a la población de hecho.

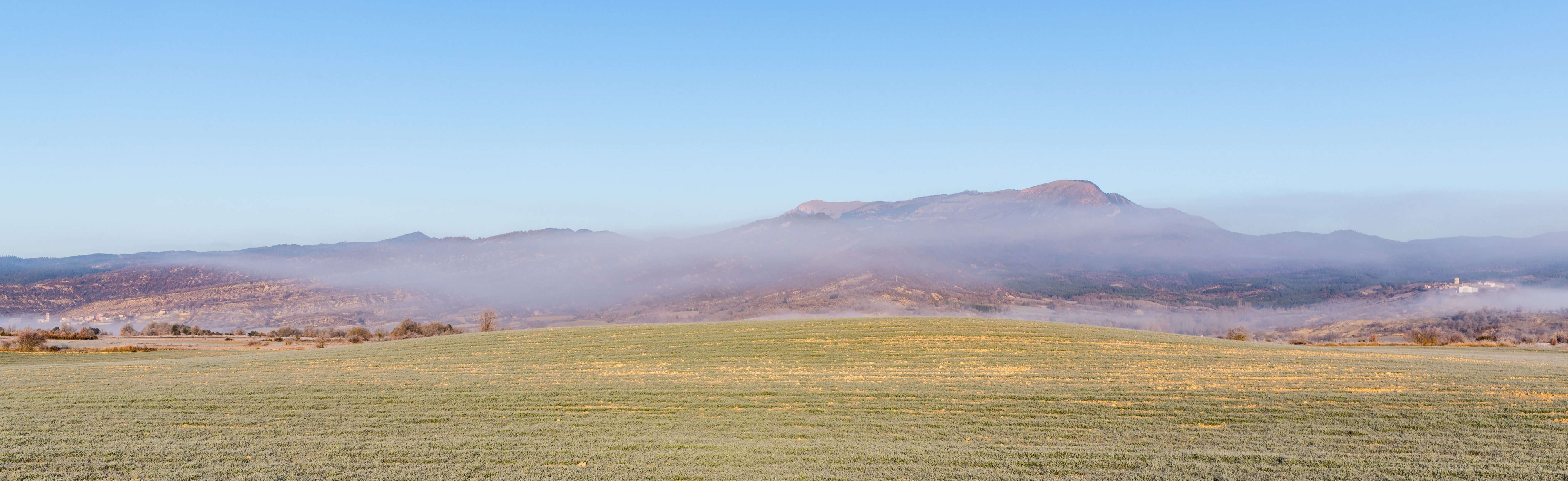
Panorámica con Orna de Gállego a la izquierda, la sierra de San Juan de la Peña y la Peña Oroel al frente, y a su derecha Ibort.

## Monumentos
En su iglesia parroquial se realizó en 1544 un retablo dedicado a San Lorenzo mártir, titular de la parroquia. Dicho retablo se encuentra en la actualidad en la iglesia de Senegüé, en su altar mayor.
Con la rehabilitación del pueblo, el templo fue reconvertido en centro multifuncional, albergando incluso un rocódromo en su interior, conservando las policromías de sus fachadas y techos.

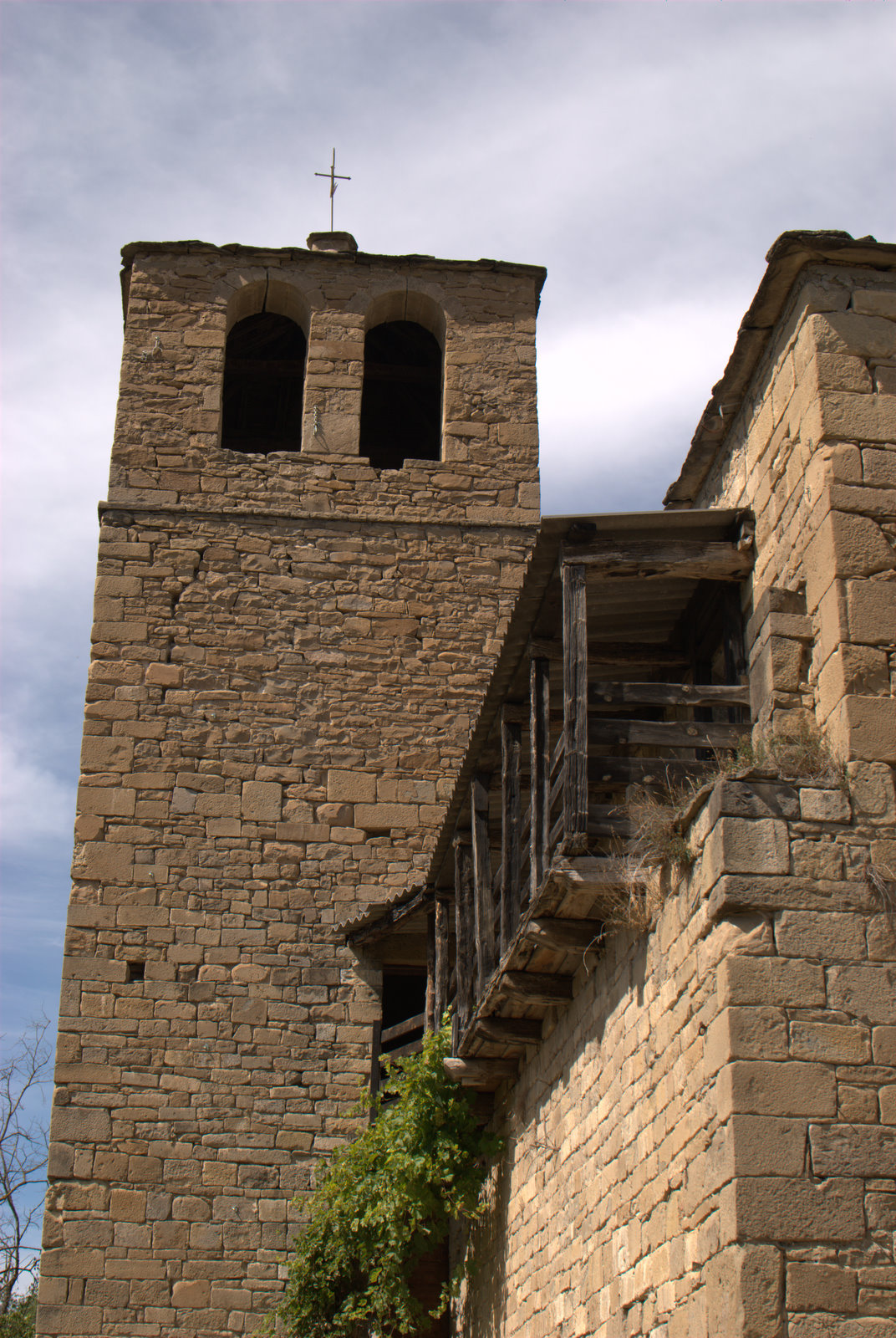
Torre y balconada de la Iglesia.
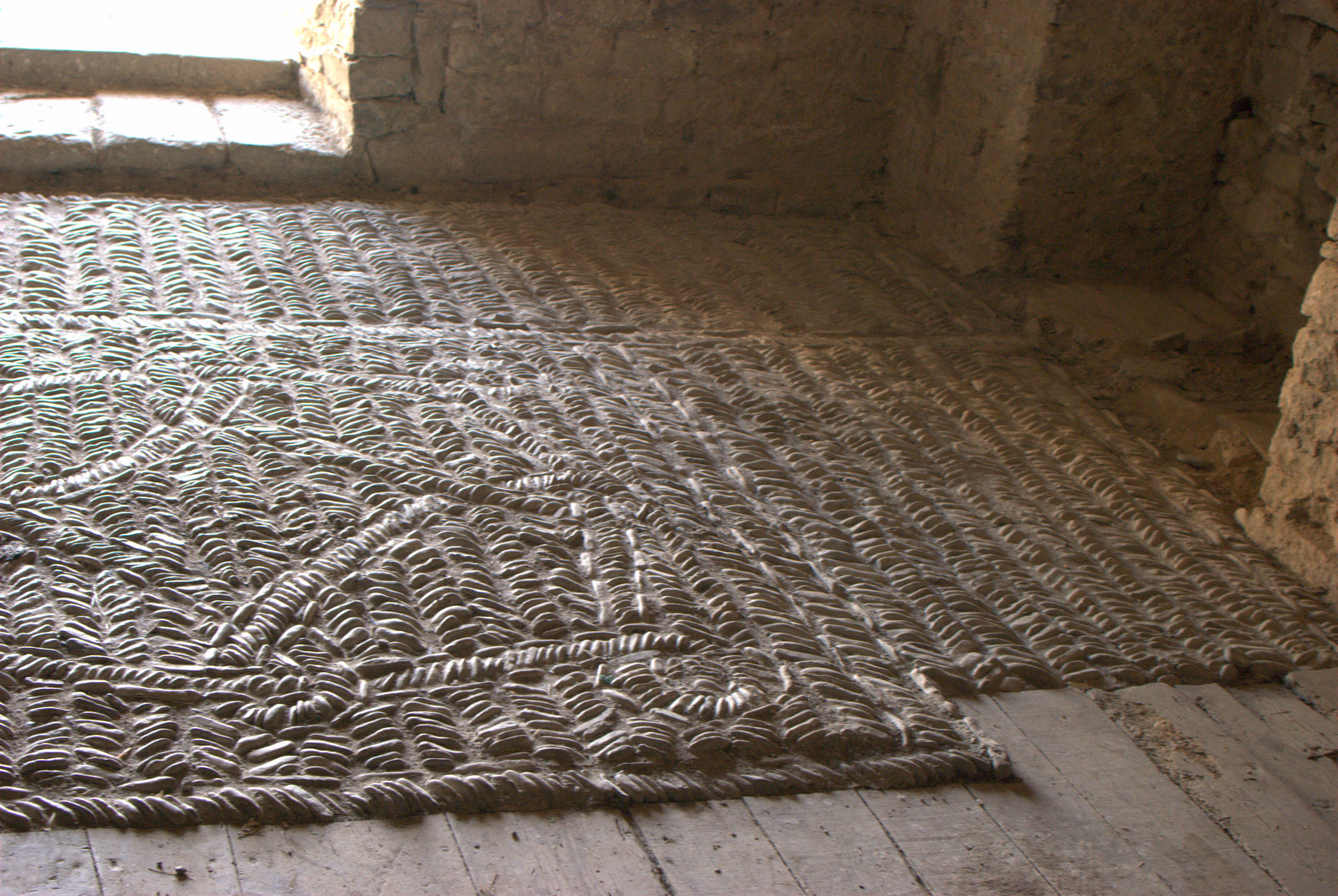
Suelo de cantos rodados.
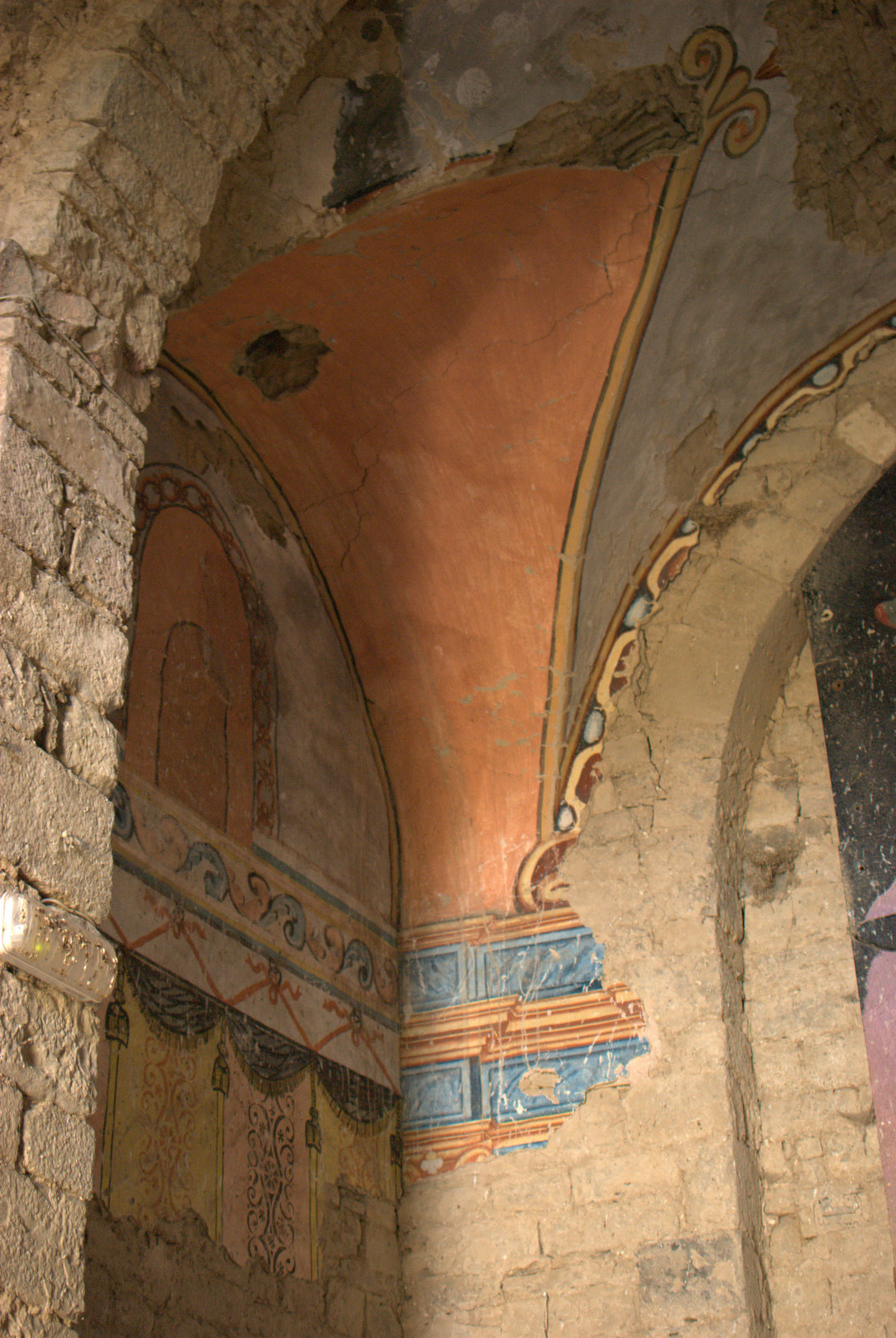
Pinturas en el interior.
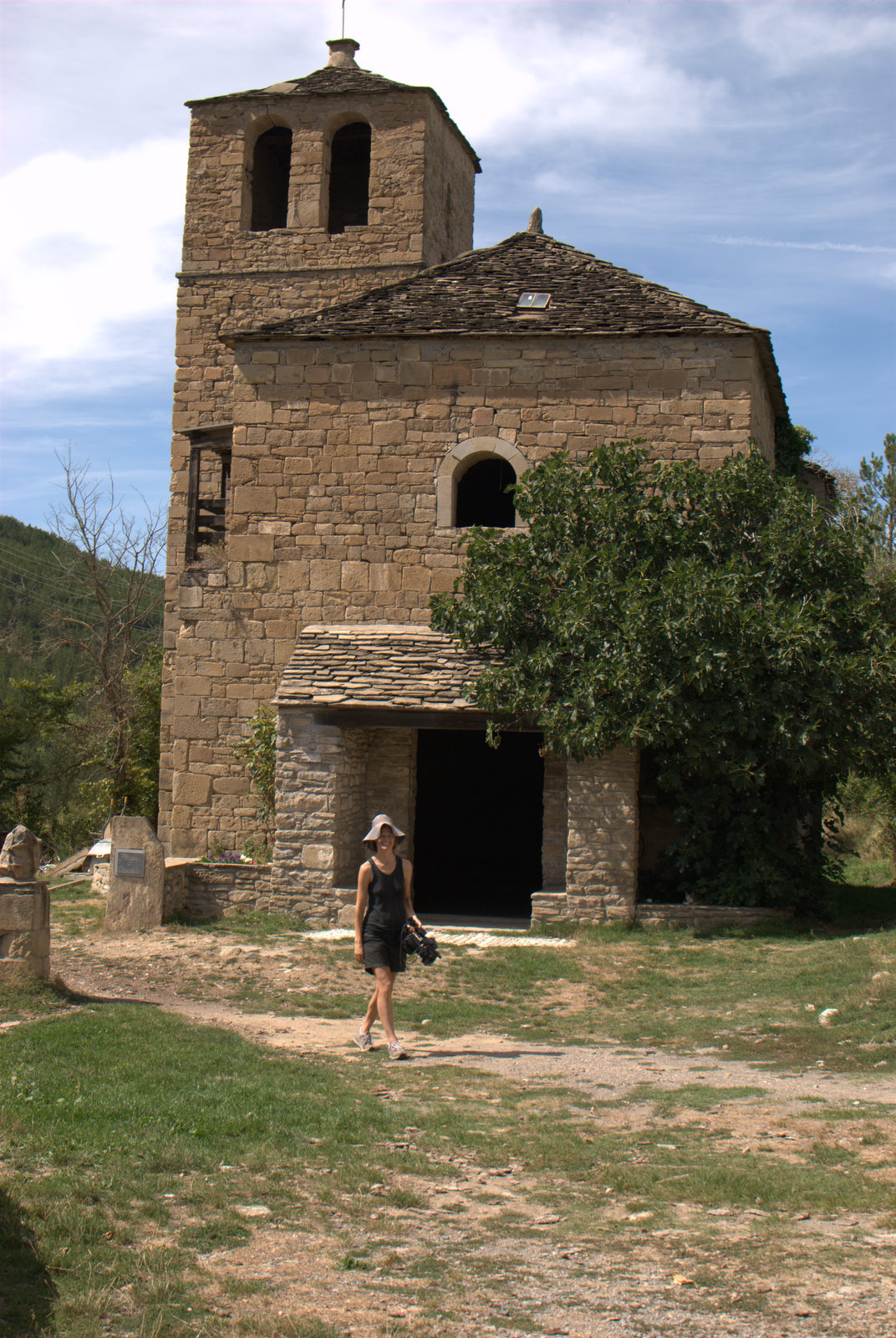
Frontal de la Iglesia.

## Fiestas
El día 1 de mayo, tradicionalmente, se celebraba la fiesta de la invención de la Santa Cruz.